# Міхаель Ріх (велогонщик)
Міхаель Ріх (нім. Michael Rich, 23 вересня 1969) — німецький велогонщик.
Олімпійський чемпіон 1992 року в роздільній командній гонці, учасник 1996, 2004 років.
Срібний призер Чемпіонатів світу 2000 (елітна роздільна гонка), 2002 (елітна роздільна гонка) 2004 (елітна роздільна гонка) років, бронзовий призер 2003 року в елітній роздільній гонці.